# 2008-as pénzügyi válság

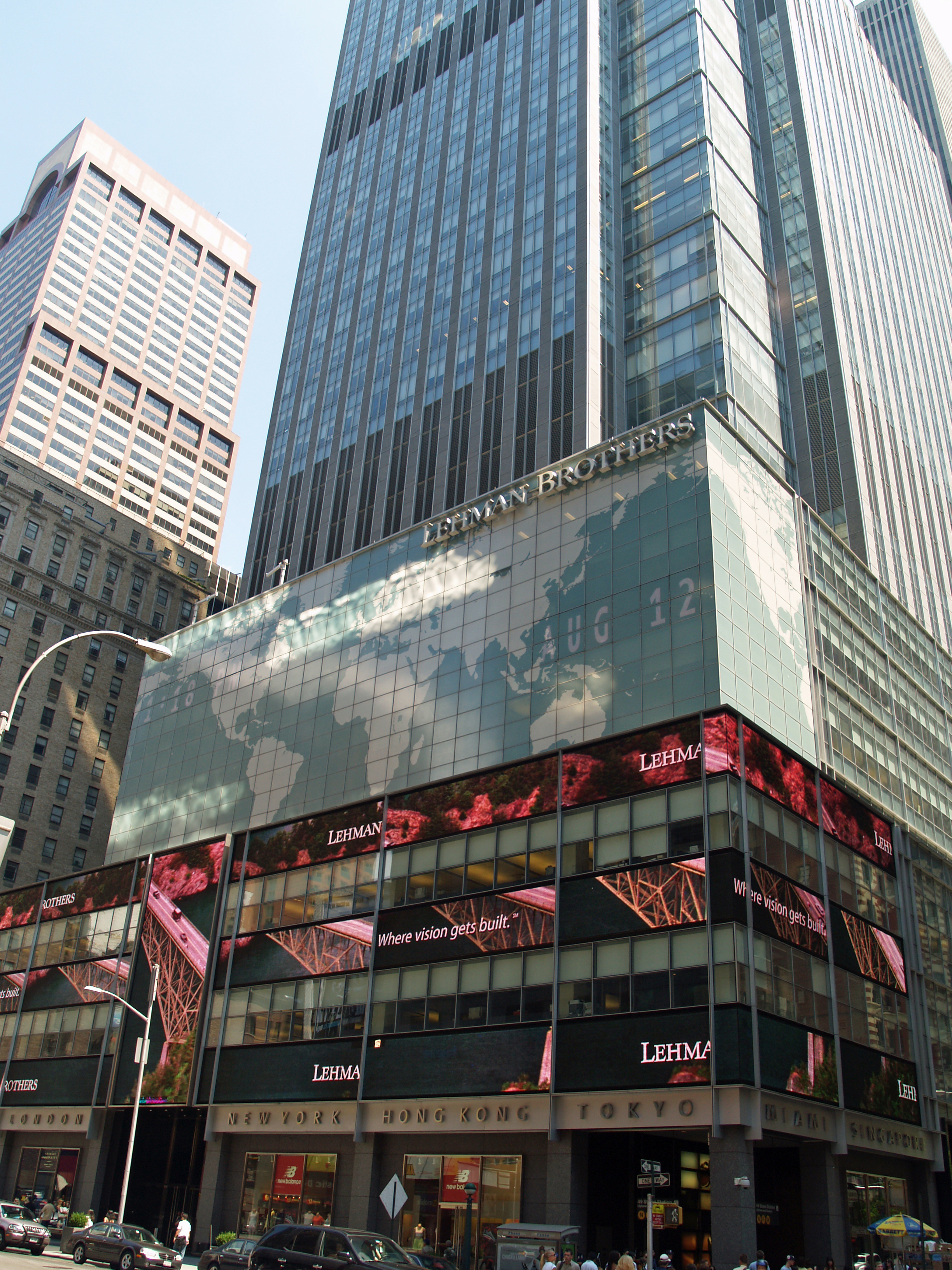
A Lehman Brothers (székhelye a képen látható), az Amerikai Egyesült Államok negyedik legnagyobb befektetési bankja (a Goldman Sachs, a Morgan Stanley és a Merrill Lynch után) 2008. szeptember 15-i csődje gyakran a 2008-as pénzügyi válság csúcspontjának tekinthető

A 2008-as pénzügyi válság, más néven globális pénzügyi válság (GFC) vagy a 2008-as pánik, egy jelentős világméretű pénzügyi válság volt, amelynek középpontjában az Amerikai Egyesült Államok állt. A 2008-as válság okai között szerepelt a lakástulajdonosok és a pénzügyi intézmények túlzott spekulációja az ingatlanárakkal, ami a 2000-es évek amerikai ingatlanpiaci buborékához vezetett, amelyet a subprime jelzáloghitelek ragadozó hitelezése és a szabályozás hiányosságai tovább súlyosbítottak. A készpénzfelvételi refinanszírozások a fogyasztás növekedését ösztönözték, amely a lakásárak csökkenésével már nem volt fenntartható. A válság első fázisa a subprime jelzáloghitel-válság volt, amely 2007 elején kezdődött, amikor az amerikai ingatlanokhoz kötött jelzálogfedezetű értékpapírok (MBS) és az azokhoz kapcsolódó hatalmas derivatívák hálózata összeomlott. A likviditási válság 2007 közepére átterjedt a globális intézményekre, és 2008 szeptemberében a Lehman Brothers csődjével érte el csúcspontját, ami több országban tőzsdei összeomlást és bankpánikot váltott ki. A válság súlyosbította a 2007 közepén kezdődött globális recessziót, a nagy recessziót, valamint az Egyesült Államok 2007–2009-es medvepiacát. Hozzájárult továbbá a 2008–2011-es izlandi pénzügyi válsághoz és az euróövezeti válsághoz is.
Az 1990-es években az amerikai kongresszus elfogadott egy törvényt, amelynek célja az volt, hogy lazább finanszírozási szabályok révén bővítse a megfizethető lakások kínálatát, és 1999-ben az 1933-as banki törvény (Glass–Steagall Act) egyes részeit hatályon kívül helyezték, lehetővé téve az intézmények számára, hogy alacsony kockázatú tevékenységeket, mint például a kereskedelmi banki és biztosítási tevékenységeket, magasabb kockázatú tevékenységekkel, mint például a befektetési banki és saját kereskedési tevékenységekkel kombinálják. Amikor a Federal Reserve („Fed”) 2000 és 2003 között csökkentette a szövetségi alapkamatot, az intézmények egyre inkább a főként kisebbségi csoportokhoz tartozó, alacsony jövedelmű lakásvásárlókat célozták meg magas kockázatú hitelekkel; ezt a fejleményt a szabályozó hatóságok figyelmen kívül hagyták. Amint a kamatlábak 2004 és 2006 között emelkedtek, a jelzáloghitelek költségei nőttek, és a lakáskereslet visszaesett; 2007 elején, amikor egyre több amerikai subprime jelzáloghitel-tulajdonos nem tudta fizetni a törlesztőrészleteket, a hitelezők csődbe mentek, ami áprilisban a New Century Financial csődjével tetőzött. A kereslet és az árak további csökkenésével a pénzügyi válság 2007 augusztusára átterjedt a globális hitelpiacokra, és a központi bankok likviditásinjekcióba kezdtek. 2008 márciusában az Egyesült Államok ötödik legnagyobb befektetési bankját, a Bear Stearns-t a Fed finanszírozásával „tűzoltó akció” keretében eladták a JPMorgan Chase-nek.
A növekvő válságra reagálva a kormányok világszerte hatalmas mentőcsomagokat bocsátottak ki a pénzintézetek számára, és monetáris és fiskális politikákat alkalmaztak a globális pénzügyi rendszer gazdasági összeomlásának megakadályozására. 2008 júliusára a Fannie Mae és a Freddie Mac, amelyek együttesen az amerikai lakáspiac felét birtokolták vagy garantálták, az összeomlás szélére kerültek; a 2008-as lakás- és gazdaságélénkítő törvény lehetővé tette a szövetségi kormány számára, hogy szeptember 7-én átvegye az irányítást felettük. A Lehman Brothers (az Egyesült Államok negyedik legnagyobb befektetési bankja) szeptember 15-én az Egyesült Államok történelmének legnagyobb csődjét jelentette be, amelyet másnap az American International Group (az ország legnagyobb biztosítója) Fed általi megmentése követett, majd szeptember 25-én a Washington Mutual lefoglalása, amely az Egyesült Államok történelmének legnagyobb bankcsődje volt. Október 3-án a Kongresszus elfogadta a sürgősségi gazdasági stabilizációs törvényt, amely felhatalmazta a Pénzügyminisztériumot, hogy a 700 milliárd dolláros problémás eszközök megmentési program (TARP) keretében toxikus eszközöket és banki részvényeket vásároljon. A Fed mennyiségi lazítás programot indított, amelynek keretében kincstári kötvényeket és egyéb eszközöket, például MBS-eket vásárolt, míg az újonnan megválasztott Barack Obama elnök által 2009 februárjában aláírt amerikai gazdaságélénkítő és újrabefektetési törvény (American Recovery and Reinvestment Act) számos olyan intézkedést tartalmazott, amelyek célja a meglévő munkahelyek megőrzése és új munkahelyek teremtése volt. Ezek a kezdeményezések, más országokban hozott intézkedésekkel párosulva, 2009 közepére véget vetettek a nagy recesszió legsúlyosabb szakaszának.
A válság hatásának értékelése az Egyesült Államokban eltérő, de a becslések szerint mintegy 8,7 millió munkahely szűnt meg, ami miatt a munkanélküliség a 2007-es 5%-ról 2009 októberére 10%-ra emelkedett. A szegénységben élő polgárok aránya a 2007-es 12,5%-ról 2010-re 15,1%-ra emelkedett. A Dow Jones ipari átlag 2007 októbere és 2009 márciusa között 53%-kal esett vissza, és egyes becslések szerint minden negyedik háztartás nettó vagyonának 75%-át vagy annál is többet vesztett. 2010-ben elfogadták a Dodd–Frank Wall Street-i reform és fogyasztóvédelmi törvényt, amely átalakította a pénzügyi szabályozást. Sok republikánus ellenezte, és 2018-ban a gazdasági növekedésről, a szabályozási teherkönnyítésről és a fogyasztóvédelemről szóló törvény gyengítette. A Bázel III. tőke- és likviditási előírásokat is elfogadták a világ országai.

## Háttér

Világtérkép, amely a 2009-es reál-GDP növekedési rátákat mutatja (a barna színnel jelölt országok recesszióban voltak)

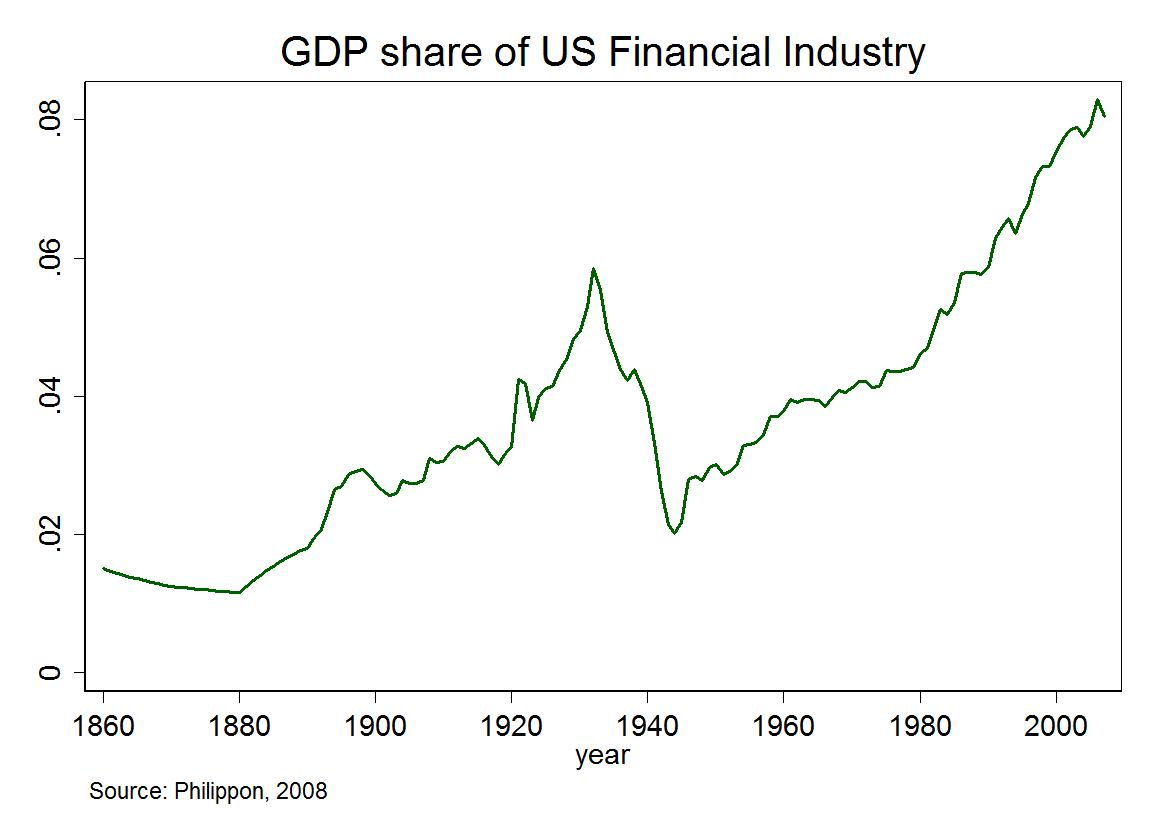
Az amerikai pénzügyi szektor GDP-ben való részesedése 1860 óta

A válság súlyosbította a 2007 közepén kezdődött globális recessziót, a Nagy Recessziót. Ezt követte az euróövezeti válság, amely 2009 végén a görög államadósság-válsággal kezdődött, valamint a 2008–2011-es izlandi pénzügyi válság, amely Izland mindhárom nagy bankjának csődjét vonta maga után, és a gazdaság méretéhez viszonyítva a történelem legnagyobb gazdasági összeomlását jelentette. Ez volt az öt legsúlyosabb pénzügyi válság egyike, amelyet a világ valaha átélt, és több mint 2 billió dollár veszteséget okozott a globális gazdaságnak. Az amerikai jelzáloghitel-adósság a GDP-hez viszonyítva az 1990-es évek átlagos 46%-áról 2008-ra 73%-ra emelkedett, elérve a 10,5 billió dollárt (2023-ban ~14,6 billió dollár). A készpénzfelvételi refinanszírozások növekedése, a lakásárak emelkedésével párhuzamosan, olyan fogyasztásnövekedést eredményezett, amely a lakásárak csökkenésével már nem volt fenntartható. Számos pénzügyi intézmény rendelkezett olyan befektetésekkel, amelyek értéke a jelzáloghiteleken alapult, például jelzálogfedezetű értékpapírokon vagy hitelderivatívákon, amelyeket a kockázat ellen biztosításként használtak, és amelyek értéke jelentősen csökkent. A Nemzetközi Valutaalap becslése szerint a nagy amerikai és európai bankok 2007 januárja és 2009 szeptembere között több mint 1 billió dollárt vesztettek mérgező eszközökön és rossz hiteleken.
A befektetők bizalmának hiánya a bankok fizetőképességében és a hitelek elérhetőségének csökkenése 2008 végén és 2009 elején a részvények és az áruk árának zuhanásához vezetett. A válság gyorsan globális gazdasági sokkhoz vezetett, ami több bank csődjét eredményezte. A hitelek szigorodása és a nemzetközi kereskedelem visszaesése miatt ebben az időszakban a világ gazdaságai lelassultak. A lakáspiacok megszenvedték a válságot, a munkanélküliség pedig az egekbe szökött, ami kilakoltatásokhoz és jelzálogjogok érvényesítéséhez vezetett. Számos vállalkozás ment csődbe. A 2007 második negyedévében elért 61,4 billió dolláros csúcsról az Egyesült Államok háztartásainak vagyona 11 billió dollárral, 50,4 billió dollárra esett vissza 2009 első negyedévének végére, ami a fogyasztás, majd az üzleti beruházások csökkenését eredményezte. 2008 negyedik negyedévében az Egyesült Államok reál-GDP-je negyedéves szinten 8,4%-kal csökkent. Az amerikai munkanélküliségi ráta 2009 októberében 11,0%-os csúcsot ért el, ami 1983 óta a legmagasabb arány, és körülbelül kétszerese a válság előtti rátának. Az átlagos heti munkaidő 33 órára csökkent, ami a legalacsonyabb szint 1964 óta, amikor a kormány elkezdte gyűjteni az adatokat.
A gazdasági válság az Amerikai Egyesült Államokban kezdődött, de az egész világra átterjedt. Az Egyesült Államok fogyasztása a globális fogyasztás növekedésének több mint egyharmadát tette ki 2000 és 2007 között, és a világ többi része az amerikai fogyasztóktól függött, mint a kereslet forrásától. A mérgező értékpapírokat globálisan vállalati és intézményi befektetők birtokolták. A hitel-nemteljesítési csereügyletekhez hasonló derivatívák szintén erősítették a nagy pénzügyi intézmények közötti kapcsolatokat. A pénzügyi intézmények tőkeáttételének csökkentése, mivel az eszközöket eladták a befagyott hitelpiacokon refinanszírozhatatlan kötelezettségek visszafizetésére, tovább gyorsította a fizetőképességi válságot és a nemzetközi kereskedelem visszaesését okozta. A fejlődő országok növekedési ütemének csökkenése a kereskedelem, az áruárak, a beruházások és a migráns munkavállalók által küldött átutalások visszaesésének volt köszönhető (példa: Örményország). A törékeny politikai rendszerrel rendelkező államok attól tartottak, hogy a nyugati államok befektetői a válság miatt kivonják pénzüket.
A nagy recesszióra adott nemzeti fiskális politikai válasz részeként a kormányok és a központi bankok, beleértve a Federal Reserve-t, az Európai Központi Bank és a Bank of England, akkoriban példátlanul nagy összegű, több billió dolláros mentőcsomagokat és ösztönzőket nyújtottak, beleértve a bővülő fiskális és monetáris politikát, hogy ellensúlyozzák a fogyasztás és a hitelezési kapacitás csökkenését, elkerüljék a további összeomlást, ösztönözzék a hitelezést, helyreállítsák a bizalmat az integrált kereskedelmi papírpiacokban, elkerüljék a deflációs spirál kockázatát, és elegendő forrással lássák el a bankokat, hogy az ügyfelek pénzt vehessenek ki. Valójában a központi bankok a gazdaság jelentős részében a „végső hitelező” szerepétől a „szabadon rendelkezésre álló hitelező” szerepére váltottak. Bizonyos esetekben a Fed-et „végső vevőnek” tekintették. 2008 negyedik negyedévében ezek a központi bankok 2,5 billió dollár (~3,47 billió dollár 2023-ban) értékű államadósságot és problémás magánvagyont vásároltak meg a bankoktól. Ez volt a legnagyobb likviditás-befecskendezés a hitelpiacra, és a világtörténelem legnagyobb monetáris politikai intézkedése. A 2008-as brit bankmentő csomag által bevezetett modell nyomán az európai országok és az Egyesült Államok kormányai garantálták bankjaik által kibocsátott adósságokat, és növelték nemzeti bankrendszereik tőkéjét, végül 1,5 billió dollár értékben vásároltak újonnan kibocsátott elsőbbségi részvényeket a nagy bankokban. A Federal Reserve akkoriban jelentős mennyiségű új pénzt hozott létre a likviditási csapda leküzdésére.
A mentőcsomagok több billió dollárnyi hitel, eszközvásárlás, garancia és közvetlen kiadás formájában valósultak meg. A mentőcsomagokat jelentős viták kísérték, például az AIG bónuszfizetéseinek vitája, ami számos „döntéshozatali keretrendszer” kidolgozásához vezetett, hogy a pénzügyi válság idején segítsenek egyensúlyba hozni az egymással versengő politikai érdekeket. Alistair Darling, a válság idején az Egyesült Királyság pénzügyminisztere, 2018-ban kijelentette, hogy Nagy-Britannia a Royal Bank of Scotland megmentésének napján órákon belül „a közrend összeomlásához” került. Ahelyett, hogy több hazai hitelt finanszíroztak volna, egyes bankok a gazdaságélénkítő pénzek egy részét jövedelmezőbb területeken költötték el, például feltörekvő piacokba és devizákba fektették be.
2010 júliusában az Egyesült Államokban elfogadták a Dodd–Frank Wall Street Reform and Consumer Protection Act (Dodd–Frank Wall Street-i reform és fogyasztóvédelmi törvény) törvényt „az Egyesült Államok pénzügyi stabilitásának előmozdítása” érdekében. A Bázel III. tőke- és likviditási előírásokat világszerte elfogadták. A 2008-as pénzügyi válság óta az amerikai fogyasztóvédelmi hatóságok szigorúbban felügyelik a hitelkártyák és jelzáloghitelek értékesítőit, hogy megakadályozzák a válságot okozó versenyellenes gyakorlatokat.
Az amerikai kongresszus legalább két jelentős jelentést készített a válság okairól: a 2011 januárjában közzétett Pénzügyi Válság Vizsgálati Bizottság jelentését, valamint az Egyesült Államok Szenátusának Belbiztonsági Állandó Vizsgálati Albizottságának 2011 áprilisában közzétett jelentését, amelynek címe: Wall Street és a pénzügyi válság: A pénzügyi összeomlás anatómiája.
Összesen 47 bankár töltött börtönbüntetést a válság következtében, több mint fele Izlandról, ahol a válság a legsúlyosabb volt, és az izlandi három legnagyobb bank mindegyikének összeomlásához vezetett. 2012 áprilisában Izlandról Geir Haarde lett az egyetlen politikus, akit a válság következtében elítéltek. Az Egyesült Államokban csak egy bankár töltött börtönbüntetést a válság következtében, Kareem Serageldin, a Credit Suisse bankárja, akit 30 hónapos börtönbüntetésre ítéltek, és 24,6 millió dollár kártérítést fizetett azért, mert manipulálta a kötvényárakat, hogy elrejtse az 1 milliárd dolláros veszteséget. Az Egyesült Királyságban senkit sem ítéltek el a válság következtében. A Goldman Sachs 550 millió dollárt fizetett a csalási vádak rendezésére, miután állítólag előre látta a válságot, és mérgező befektetéseket adott el ügyfeleinek.
Mivel kevesebb erőforrás állt rendelkezésre a kreatív romboláshoz, a szabadalmi bejelentések száma stagnált, szemben a korábbi évek exponenciális növekedésével.

A jövedelem 1%-ának a legmagasabb jövedelműekhez kerülő része, az Egyesült Államok gazdasági egyenlőtlenségének egyik mérőszáma 1913 és 2008 között

A tipikus amerikai családok nem jártak jól, ahogyan a piramis csúcsán alig alatta álló „gazdag, de nem leggazdagabb” családok sem. Az Egyesült Államok legszegényebb családjainak fele azonban egyáltalán nem szenvedett vagyoncsökkenést a válság alatt, mert általában nem rendelkeztek olyan pénzügyi befektetésekkel, amelyek értéke ingadozhatott. A Federal Reserve 2007 és 2009 között 4000 háztartást vizsgált meg, és megállapította, hogy az összes amerikai 63%-ának teljes vagyona csökkent ebben az időszakban, és a leggazdagabb családok 77%-ának teljes vagyona csökkent, míg a piramis alján lévőknek csak 50%-a szenvedett veszteséget.

## Fordítás
- Ez a szócikk részben vagy egészben  a(z)   2008 financial crisis című angol Wikipédia-szócikk ezen változatának fordításán alapul.  Az eredeti cikk szerkesztőit annak laptörténete sorolja fel. Ez a jelzés csupán a megfogalmazás eredetét és a szerzői jogokat jelzi, nem szolgál a cikkben szereplő információk forrásmegjelöléseként.